# Brats on B
brats on B（ブラッツ・オン・ビー）は、日本の4人組ポップロックバンド。旧表記は「BRATS/B」。略称は「ブラッツ」。
1990年結成、1999年に活動休止。吉本興業のアーティスト部門に所属していた。

## 来歴
1990年
- 前身バンドとなる「今週の山田太郎」を京都で結成。京阪神を中心に活動を始める。

1992年
- ロックバンドの育成・輩出を目的とした吉本興業によるオーディション「2丁目 DR.プロジェクト バンドオーディション」に合格。以降、ライブハウスの他に月に2回から3回のペースで「2丁目ワチャチャライブ」に出演するようになる。[1]
- BSヤングバトル審査員特別賞受賞。[1]

1994年
- バンド名を「ブラッツ・オン・ビー」と改め、10月にポリスターよりシングル『時を少し』でメジャーデビュー。

1995年
- 7月に阪神・淡路大震災からの復興を願って制作された2ndシングル『この花が咲いたら』をリリース。9月に1stアルバム『“B”』をリリース。

1996年
- 1月、3rdシングル『王様』をリリース後、ギター担当の林謙一が脱退。3月に花輪直弥が加入し、バンド名のアルファベット表記をそれまでの「BRATS/B」から「brats on B」へと変更する。[注釈 2]
- 6月、第6回NHK新人歌謡コンテストに出場。ミニアルバム『太陽がのぼる頃には』をリリース。
- 12月、4thシングル『ほたる』をリリース。カップリング曲「るらら」がNHKみんなのうたに採用され、翌1997年1月まで放送された。[2]

1997年
- 7月、5thシングル『ちっちゃな頃ついてきた月』、10月、2ndアルバム『Harf Camera』をリリース。前原がパーソナリティを務めるFM OSAKA「Jay-Land SHUFFLE」月曜日に小森がゲスト出演し『Harf Camera』の収録曲の紹介と解説を行う。

1998年
- 3月、6thシングル『ヒマワリ』、6月に7thシングル『世界を変えて』、8月に8thシングル『旅の途中』を相次いでリリース。

1999年
- 1月、9thシングル『アポロ』をリリース。2月に3rdアルバム『ゆらふわ』、8月にミニアルバムとしては2枚目となる『手紙』をリリース。
- 9月、京都ミューズホールでのライブをもって活動休止。

## メンバー
小森将信（こもり まさのぶ）
ボーカル担当。現在はイヌスターヅに参加。
初めて購入したレコードは沢田研二の『抱きしめたい』。影響を受けたアーティストに美空ひばりを挙げている。
前原幸雄（まえはら ゆきお）
ドラム、パーカッション担当。ナニワエキスプレス東原力哉に師事。影響を受けたアーティストにチック・コリアを挙げている。
谷島周一（やじま しゅういち）
ベース担当。影響を受けたアーティストに、スティーリー・ダン、ジャコ・パストリアスを挙げている。
花輪直弥（はなわ なおや）
ギター担当。東京都出身。平野融、岡崎倫典に師事。岡林信康のツアーに同行しプロデビュー。現在はギタリスト兼着付師としても活動中。

### 旧メンバー
林謙一（はやし けんいち）
ギター担当。1996年脱退。シングル『王様』まで在籍。ミニアルバム『太陽がのぼる頃には』では、作曲のみ参加。

## エピソード
- 活動休止後も、1stアルバム『“B”』収録の「あの時 あのままで」が、ラジオ大阪「ラジオよしもと むっちゃ元気!」のエンディングテーマとして最終回まで長く使われていた。
- 『“B”』の初回プレス盤は歌詞カードの一部に誤植があり、本来なら「MASANOBU KOMORI ＆ KENICHI HAYASHI」となる箇所が「MASENOBU KOMORI ＆ KENICHI HAYASHI」となっている。
- 2011年、2ndシングル『この花が咲いたら』が女性シンガー恵莉花により『この花が咲いたら 〜いのちの種〜』としてリメイク、発売された。[9]

## ディスコグラフィ
すでに廃盤になっているCDもあるが、一部の楽曲は2022年8月現在iTunes storeにて販売されているほか、Apple Music、Spotify、LINE MUSICといった音楽配信サービスで聴くことができる。

### シングル
『時を少し』（1994年10月26日発売）
- 京都の祇園祭の情景が歌われている。

『この花が咲いたら』（1995年7月26日発売）
- 阪神・淡路大震災からの復興を願い作られた。

『王様』（1996年1月25日発売）※アルバム未収録
『ほたる』（1996年12月9日発売）
『ちっちゃな頃ついてきた月』（1997年7月25日発売）
『ヒマワリ』（1998年3月1日発売）
『世界を変えて』（1998年6月1日発売）
『旅の途中』（1998年8月1日発売）
『アポロ』（1999年1月20日発売）

### ミニアルバム
『太陽がのぼる頃には』（1996年6月26日発売）
『手紙』（1999年8月1日発売）

### アルバム
『“B”』（1995年9月25日発売） 
『Harf Camera』（1997年10月8日発売）
『ゆらふわ』（1999年2月24日発売）

## タイアップ一覧
| 年         | 曲名              | タイアップ                                                                   |
| ---------- | ----------------- | ---------------------------------------------------------------------------- |
| BRATS/B    |                   |                                                                              |
| 1994年     | 時を少し          | 読売テレビ・日本テレビ系「TVじゃん!!」枠内『目玉とメガネ』エンディングテーマ |
| 1995年     | この花が咲いたら  | テレビ朝日系『ステーションEYE』エンディングテーマ                            |
| 1995年     | あの時 あのままで | ラジオ大阪『ラジオよしもと むっちゃ元気!』エンディングテーマ                 |
| 1996年     | 王様              | 読売テレビ・日本テレビ系「TVじゃん!!」枠内『目玉とメガネ』エンディングテーマ |
| brats on B |                   |                                                                              |
| 1996年     | るらら            | NHK『みんなのうた』12月〜1月放送曲                                           |
| 1998年     | 世界を変えて      | TBS系『まぶだち2』エンディングテーマ                                         |
| 1998年     | 世界を変えて      | 日音制作 音楽情報番組『P.S.〜Pop Shake〜』エンディングテーマ                 |

## 出演

### ラジオ
- Kiss-FM KOBE「MIDNIGHT Kiss」木曜パーソナリティ（小森）(1995年)
- FM OSAKA「Jay-Land SHUFFLE」16:00～19:00 月曜パーソナリティ（前原）(1995年-1997年)
- CBCラジオ「brats on BEAT～小森将信の今夜は王様」土曜24:00～24:30（小森）（1996年）
- α-STATION「ダイヤルB」土曜22:00～24:00（小森）(1997年7月～9月)

### テレビ
- NHK総合 土曜特集「第6回NHK新人歌謡コンテスト」（1996年6月22日放送）[10]